# イッフェルドルフ
イッフェルドルフ (ドイツ語: Iffeldorf) はドイツ連邦共和国バイエルン州オーバーバイエルン行政管区のヴァイルハイム＝ショーンガウ郡に属す町村（以下、本項では便宜上「町」と既述する）。この町はゼースハウプト行政共同体を形成する自治体の一つである。

## 地理
イッフェルドルフはオーバーラント地方に位置する。ミュンヘンから50km離れたアルプス前山地方にあたり、シュタルンベルク湖南岸からも遠くない。

### 自治体の構成
この町は、公式には 13の地区 (Ort) からなる。このうち小集落や孤立農場などを除く集落を以下に列記する。
- イッフェルドルフ
- ザーニモーア
- ウンターロイラハ

アマイゼン湖から南のオスター湖群南部が町域内に属す。

## 歴史
イッフェルドルフは1803年の世俗化までヴェッソブルン修道院に属した。この町はバイエルン選帝侯領の一部であり、イッフェルドルフを首邑とする閉鎖ホーフマルクを形成していた。バイエルンの行政改革に伴う1818年の市町村令により現在の自治体が成立した。

### 人口推移
- 1970年 1,628人
- 1987年 1,942人
- 2000年 2,459人

## 行政
先代の町長アルベルト・シュトラウスは40年以上にわたりこの職を務めた後退任した。次の町長であるフーベルト・クロイス (CSU) は2008年から市長に就任した。2020年の選挙にはクロイスは立候補せず、ハンス・ラング (SPD) が約3/4の票を獲得して当選した。

## 見所

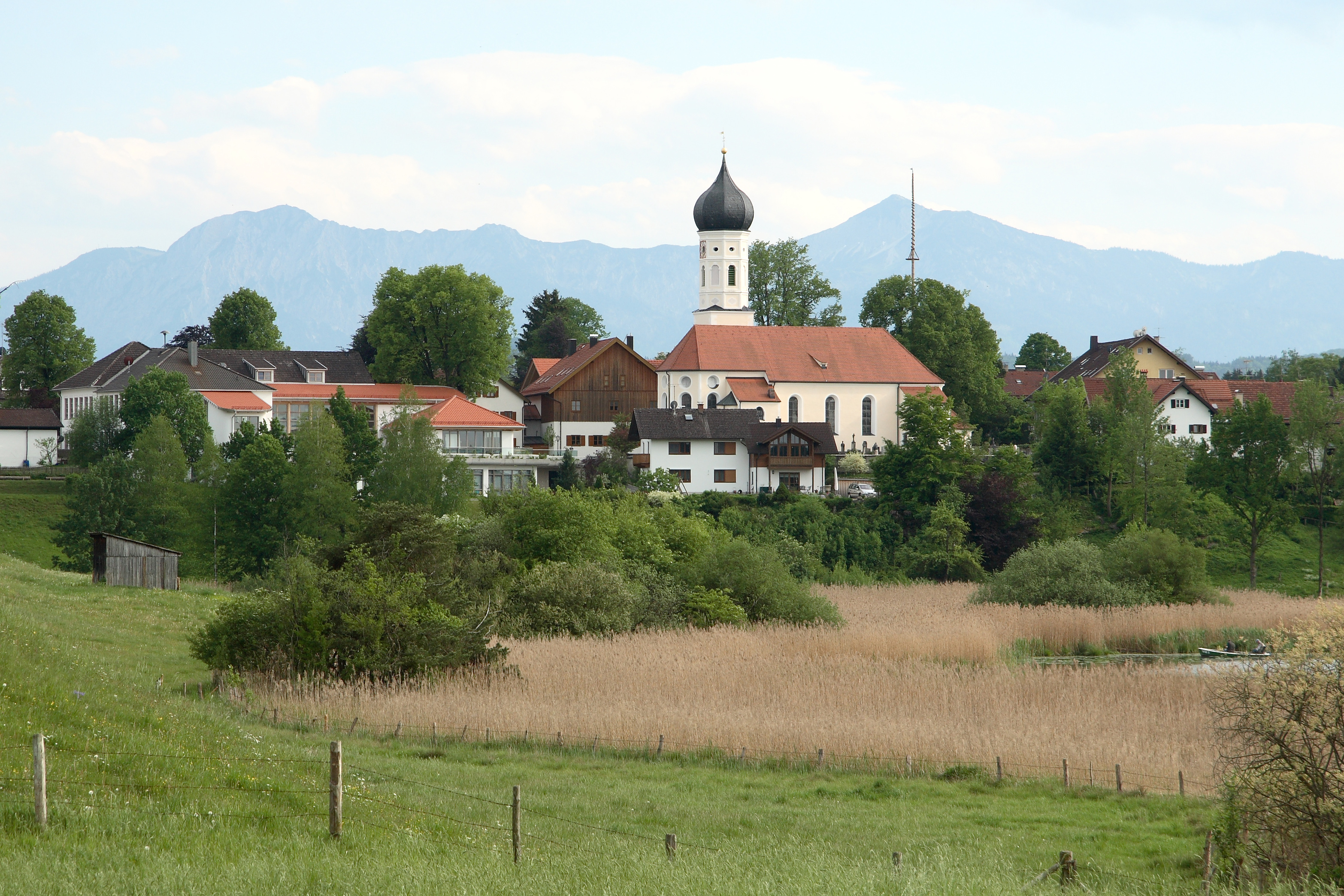
聖フィトゥス教区教会

- オスター湖自然保護区
- 聖フィトゥス教区教会
- ホイヴィンクル礼拝堂

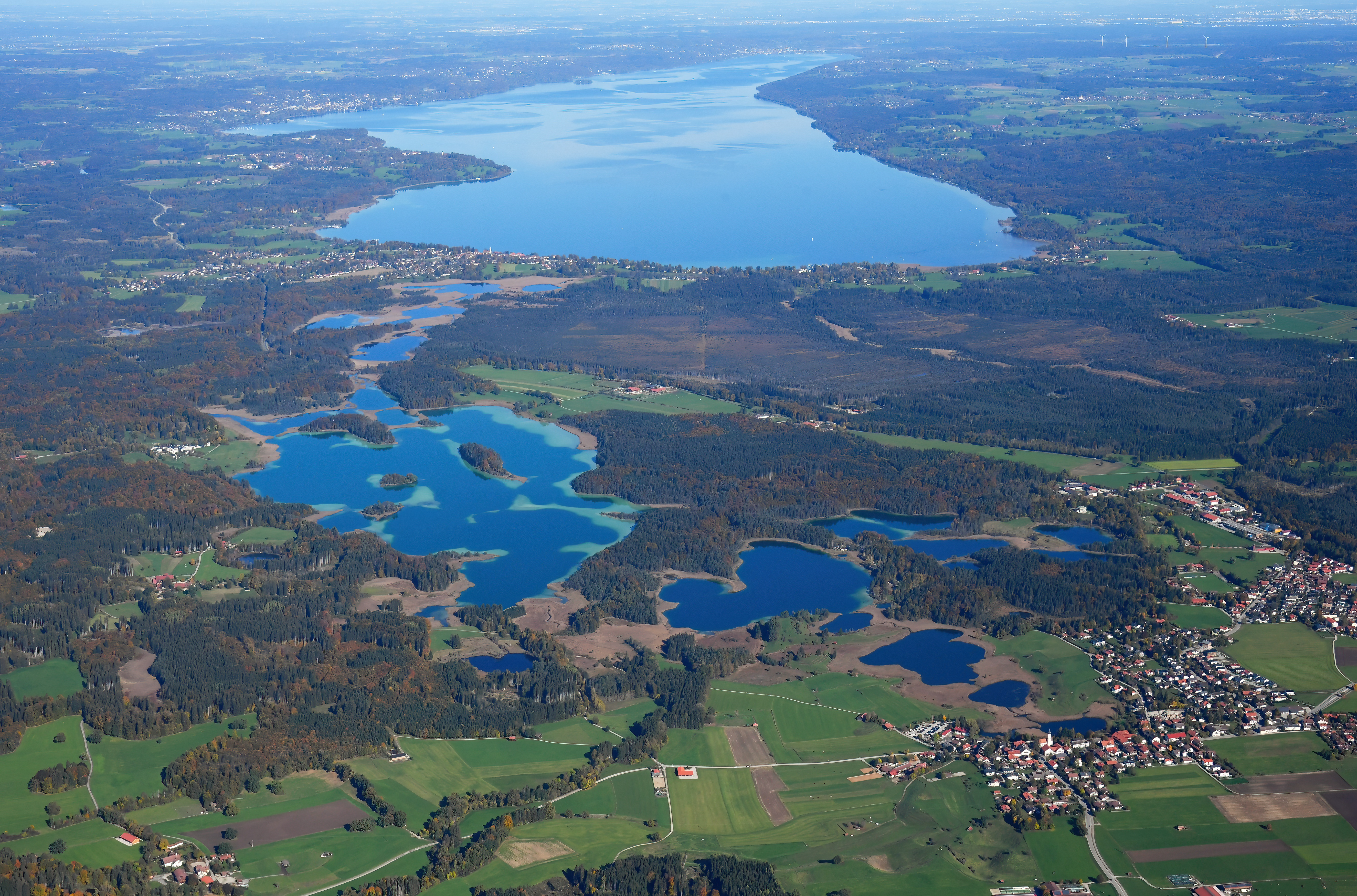
オスター湖群。画面下半分がイッフェルドルフの町域にあたる。
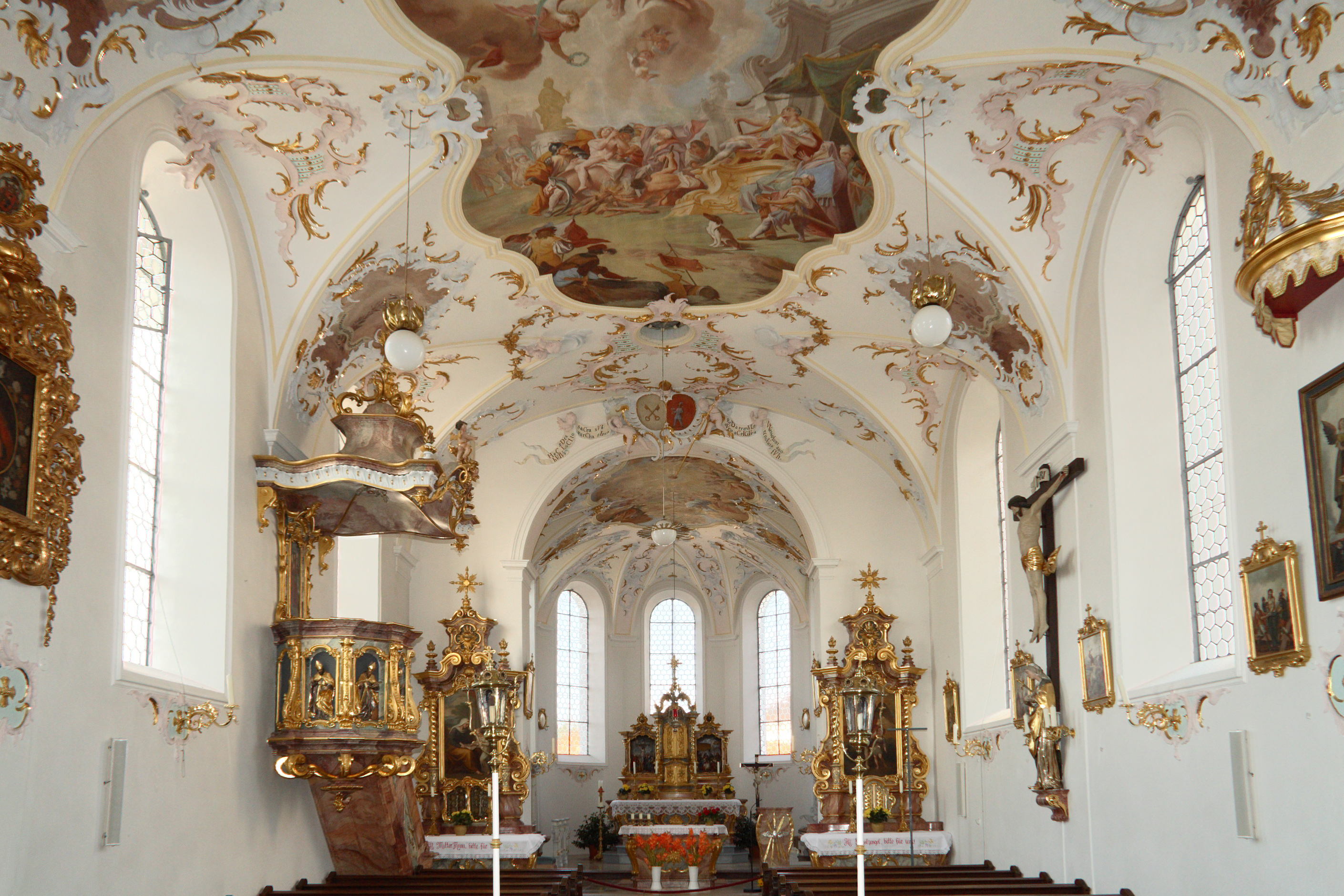
ロココ様式の聖フィトゥス教区教会の内部
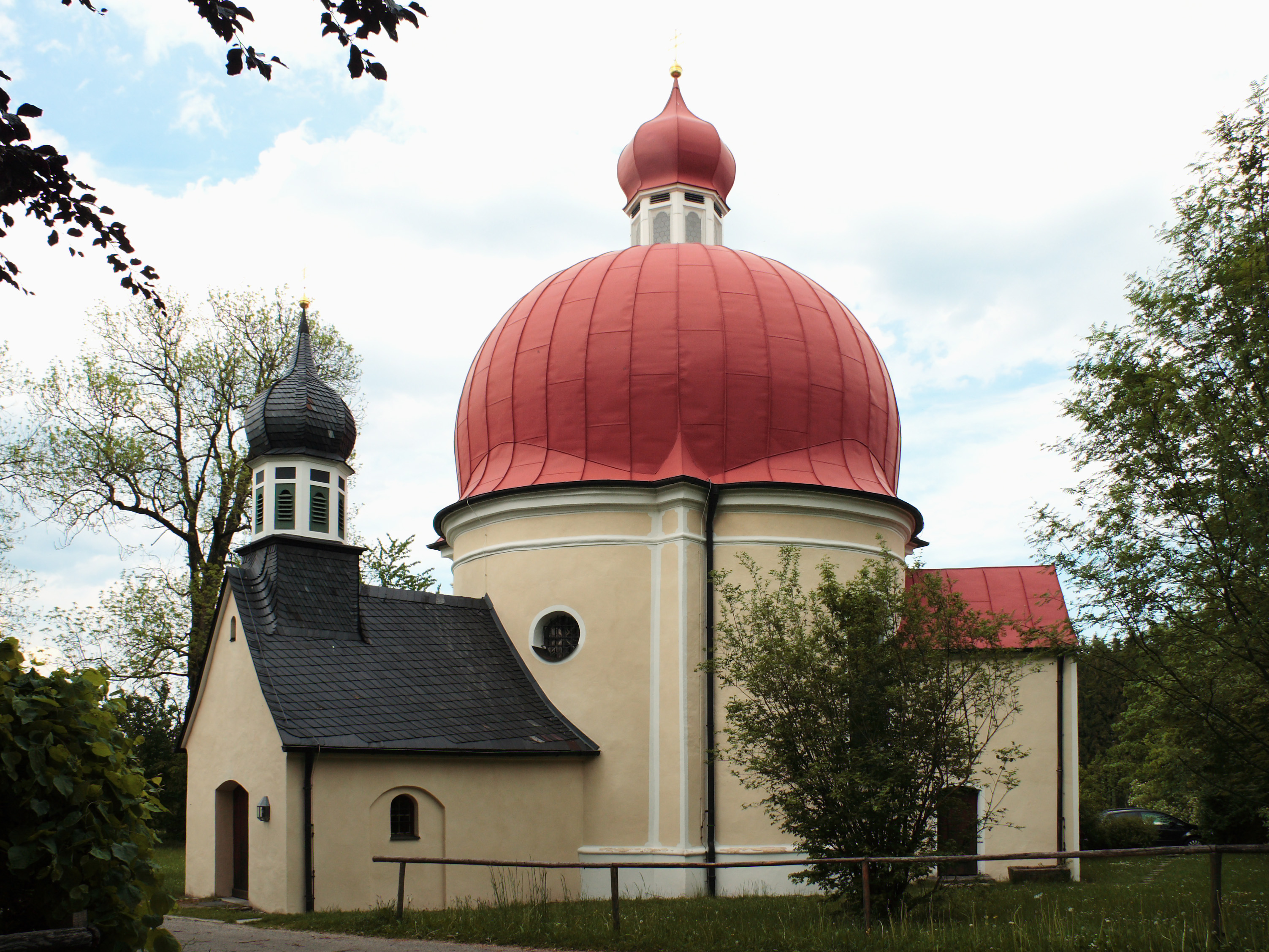
ホイヴィンクル礼拝堂

## 経済と社会資本

### 交通
この町は、トゥッツィングからコッヒェル・アム・ゼーへのコッヒェルゼー鉄道（イッフェルドルフ駅）およびミュンヘンからガルミッシュ＝パルテンキルヒェンへの連邦アウトバーンA95号線（ペンツベルク/イッフェルドルフ・インターチェンジ）に面している。

### 教育
- 国民学校 1校
- ミュンヘン工科大学の湖沼学ステーション

## 引用
1. ↑  https://www.statistikdaten.bayern.de/genesis/online?operation=result&code=12411-003r&leerzeilen=false&language=de Genesis-Online-Datenbank des Bayerischen Landesamtes für Statistik Tabelle 12411-003r Fortschreibung des Bevölkerungsstandes: Gemeinden, Stichtag (Einwohnerzahlen auf Grundlage des Zensus 2011)
2. ↑  Bayerische Landesbibliothek Online
3. ↑  “Bürgermeisterwahlen VG Seeshaupt - Gemeinde Iffeldorf”. 2021年2月2日閲覧。